# Priest...Live!
Priest...Live! es el segundo álbum en vivo de la banda británica de heavy metal Judas Priest, publicado en 1987 por Columbia Records. Se grabó el 20 de junio de 1986 en el recinto The Omni en Atlanta y el 27 de junio del mismo año en el Reunion Arena de Dallas en Texas. Ambas presentaciones fueron parte de la gira Fuel for Life Tour en promoción al álbum Turbo de 1986.
En 2001 fue remasterizado y publicado con tres pistas adicionales en vivo; «Screaming for Vengeance», «Rock Hard, Ride Free» y «Hell Bent for Leather». A su vez el vídeo también fue remasterizado y se incluyó en el DVD Electric Eye de 2003.

## Antecedentes y grabación
Desde que iniciaron la gira promocional el sello CBS Records se interesó en grabar un nuevo álbum en directo, con la idea de registrar las canciones de sus últimas producciones de estudio. Es por ello que a diferencia de Unleashed in the East, solo incluye temas de los álbumes British Steel hasta Turbo dejando afuera todo el repertorio de los años setenta. Por otro lado, algunas de las canciones fueron retocadas para la gira, como «Heading Out to the Highway» que incluye dos solos de guitarras adicionales y «Breaking the Law» que también incluyó uno interpretado por K.K. Downing.
Las grabaciones del disco compacto se realizaron el 20 de junio en el recinto The Omni de Atlanta y el 27 de junio en el Reunion Arena de Dallas. Mientras que la del VHS solo se grabó en Dallas y que además incluyó imágenes del concierto dado en el Convention Center de San Antonio el 23 de junio. Cabe señalar que el registro audiovisual fue dirigido por Wayne Isham, que también había sido el director de los vídeos musicales de «Turbo Lover» y «Locked In».

## Lanzamiento
Se publicó el 21 de junio de 1987 en el Reino Unido a través de la discográfica CBS, donde alcanzó la posición 47 en los UK Albums Chart convirtiéndose hasta el día de hoy en su único long play en no entrar en los top 40 de la lista inglesa. A su vez y en el mismo día se lanzó en los Estados Unidos por Columbia Records, donde se posicionó en el lugar 38 en la lista Billboard 200. Por su parte, sus ventas fueron bastante pobre en los principales mercados, sin embargo, recibió disco de oro en el país norteamericano pero recién en 2001.
Solo días después de su lanzamiento se puso a la venta en formato VHS, que incluyó el concierto completo y que a diferencia del audio vendió mucho más en varios mercados, entre ellos en los Estados Unidos donde al año siguiente se certificó con disco de oro luego de superar las 50 000 copias vendidas.

## Portada
Para esta obra el sello buscó al director artístico Richard Evans, que por ese entonces era conocido por crear las portadas de The Who, Paul McCartney y Robert Plant, entre otros. En lugar de colocar una imagen de la banda tocando en vivo, Evans solo puso manos estiradas de fanáticos como apuntando hacia el escenario y además no utilizó el logotipo características, en lugar de ello solo puso las iniciales p y j. Es por ello que su portada es considerada como la más débil y simplista de toda su discografía.

## Lista de canciones
Todas las canciones escritas por Rob Halford, Glenn Tipton y K.K. Downing, a menos que se indique lo contrario.

| N.º | Título                            | Escritor(es)      | Duración |  |
| 1.  | «Out in the Cold»                 |                   | 6:51     |  |
| 2.  | «Heading Out to the Highway»      |                   | 4:53     |  |
| 3.  | «Metal Gods»                      |                   | 4:11     |  |
| 4.  | «Breaking the Law»                |                   | 2:42     |  |
| 5.  | «Love Bites»                      |                   | 5:27     |  |
| 6.  | «Some Heads Are Gonna Roll»       | Bob Halligan, Jr. | 4:23     |  |
| 7.  | «The Sentinel»                    |                   | 5:13     |  |
| 8.  | «Private Property»                |                   | 4:51     |  |
| 9.  | «Rock You All Around the World»   |                   | 4:41     |  |
| 10. | «Electric Eye»                    |                   | 4:19     |  |
| 11. | «Turbo Lover»                     |                   | 5:53     |  |
| 12. | «Freewheel Burning»               |                   | 5:01     |  |
| 13. | «Parental Guidance»               |                   | 4:10     |  |
| 14. | «Living After Midnight»           |                   | 7:24     |  |
| 15. | «You've Got Another Thing Comin'» |                   | 8:05     |  |

| Pistas adicionales en reedición de 2001 |                                                                                                |              |          |  |
| N.º                                     | Título                                                                                         | Escritor(es) | Duración |  |
| 16.                                     | «Screaming for Vengeance» (en vivo, grabado en Memphis, Tennessee, el 12 de diciembre de 1982) |              | 5:55     |  |
| 17.                                     | «Rock Hard Ride Free» (en vivo, grabado en Los Ángeles (California), el 5 de mayo de 1984)     |              | 6:42     |  |
| 18.                                     | «Hell Bent for Leather» (en vivo, grabado en Saint Louis (Misuri), el 23 de mayo de 1986)      | Tipton       | 4:42     |  |

## Músicos
- Rob Halford: voz
- Glenn Tipton: guitarra eléctrica y coros
- K.K. Downing: guitarra eléctrica
- Ian Hill: bajo
- Dave Holland: batería